# Pseudosavalania karabagi
Pseudosavalania karabagi är en insektsart som beskrevs av Demirsoy 1973. Pseudosavalania karabagi ingår i släktet Pseudosavalania och familjen Eumastacidae. Inga underarter finns listade i Catalogue of Life.